# Apatita
Apatita és el nom genèric que reben els minerals: clorapatita, fluorapatita i hidroxilapatita, i que s'empra també per als minerals del grup de l'apatita que no s'han diferenciat en espècies específiques a través dels mètodes d'anàlisi, i n'és aquest el nom usat comunament en el passat. El color és variable tot i que predominen els cristalls incolors, de color marronós o verdós. És soluble en àcid nítric (HNO₃). L'apatita també és coneguda amb els noms: agustita o augustita, asparagolita, kietyogita, kietyöita o sombrerita.

## Etimologia
El terme apatita prové del grec ἀπατάω (apatao), que significa 'equivocar' o 'decebre'. Això és degut al fet que l'apatita solia confondre's amb altres minerals com el beril o la milarita.

### Clorapatita
El terme clorapatita va ser introduït l'any 1860 per Carl F. Rammelsberg en el seu llibre Handbuch der Mineralchemie, on va publicar anàlisis d'apatites, i va notar que l'apatita podia presentar fluor o clor com a anió dominant. L'anàlisi d'una apatita procedent de Kragerø (Noruega) presentava 4,10% en pes de clor i va ser anomenada clorapatita. El nom es va formar unint el prefix chlor i apatao (significat explicat anteriorment).

### Fluorapatita
Aquest terme va ser emprat l'any 1860 per Carl F. Rammelsberg per emfasitzar la composició química de l'apatita amb predominància de fluor.

### Hidroxilapatita
Anomenada hidroapatita (hydro-apatite) l'any 1856 per Augustin Alexis Damour, del grec apatao i el prefix hydro- pel contingut d'aigua en forma d'hidroxil. En Waldemar Schaller va canviar el nom a hidroxilapatita (hydroxil-apatite) l'any 1912. La paraula hidroxilapatita (hydroxylapatite) va ser introduïda l'any 1935 per Hugo Strunz. Per a referir-se a la hidroxilapatita també s'utilitzen noms com ara piroclasita, ornitita, monita…

## Classificació
Alguns autors prenen els minerals que integren el grup de l'apatita (fluorapatita, hidroxilapatita, clorapatita…) dins del mateix grup; d'altres, com a diferents subgrups. Segons la classificació de Nickel-Strunz, els minerals anteriorment esmentats es classifiquen dintre de 8.BN.05: fosfats, arsenats, vanadats amb anions addicionals sense H₂O, només amb anions grossos (OH, etc): RO₄ = 0,33:1. Comparteixen el grup amb els minerals següents: alforsita, belovita-(Ce), carbonatofluorapatita, carbonatohidroxilapatita, clorapatita, mimetita-M, johnbaumita-M, hedifana, hidroxilapatita, johnbaumita, mimetita, morelandita, piromorfita, fluorstrofita, svabita, turneaureïta, vanadinita, belovita-(La), deloneïta, fluorcafita, kuannersuïta-(Ce), hidroxilapatita-M, fosfohedifana, estronadelfita, fluorfosfohedifana, carlgieseckeïta-(Nd), miyahisaiïta i arctita. Segons la classificació de Dana la fluorapatita es troba classificada com a 41.8.1.1; la hidroxilapatita com a 41.8.1.3 i la clorapatita com a 41.8.1.2.

### Supergrup de l'apatita
Els membres del supergrup de l'apatita mostren característicament una àmplia gamma de substitució de solucions sòlides. Els membres d'aquest supergrup es classifiquen en diversos grups: el grup de l'apatita, el de la belovita, el de la britolita, el de l'el·lestadita i el de l'hedifana.
El grup de l'apatita, també conegut com a subgrup piromorfita o grup svabita, és un subgrup de minerals de fosfats de calci i estronci que pertany alhora al supergrup de l'apatita. Està compost pels minerals següents: alforsita, carbonatofluorapatita, clorapatita, fluorapatita, hidroxilapatita, hidroxilapatita-M, johnbaumita, johnbaumita-M, mimetita, mimetita-2M, mimetita-M, miyahisaïta, piromorfita, stronadelfita, svabita, turneaureita i vanadinita.

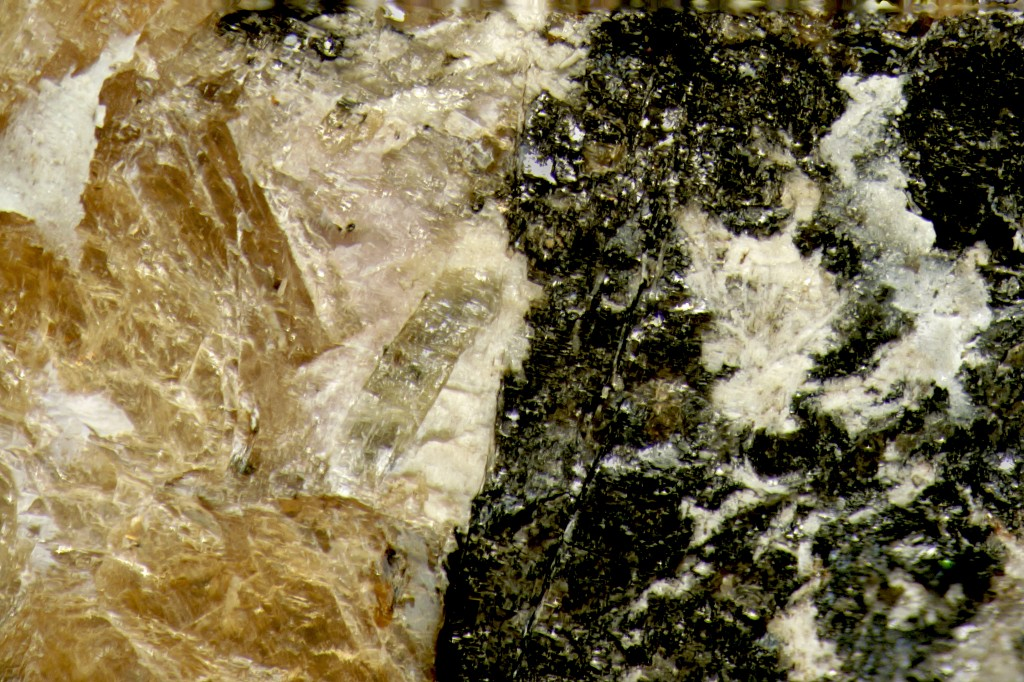
Belovita-(Ce) (cristall central, de color verdós), espècie del grup belovita

El grup de la belovita està compost pels minerals: belovita-(Ce), belovita-(La), carlgieseckeïta-(Nd), deloneïta, fluorcafita, fluorstrofita i kuannersuïta-(Ce). El grup de la britolita està compost pels minerals britolita-(Ce), britolita-(La), britolita-(Y), fluorbritolita-(Ce), fluorbritolita-(Y), fluorcalciobritolita, tritomita-(Ce) i tritomita-(Y). El grup de l'el·lestadita està compost per tres minerals: la fluorel·lestadita, la hidroxilel·lestadita i la mattheddleïta. El grup de l'hedifana està compost pels següents set minerals: aiolosita, caracolita, cesanita, fluorfosfohedifana, fosfohedifana, hedifana i morelandita.

## Aparença
Els cristalls de les apatites formen prismes hexagonals [0001], amb domini de {1010} i {1011}; també tabulars gruixuts {0001}, amb freqüència en els cristalls d'origen hidrotermal en pegmatites i venes, amb {1010}, relativament grans {0001}, i sovint també {1011} o piramidals petites. També es pot trobar de manera massiva, terrosa, granulada o compacta. També s'hi troba reniforme, i de vegades amb una subfibrosa o escamosa estructura imperfectament columnar o com a escorça fibrosa.

## Varietats
L'apatita presenta diverses varietats segons color, forma o composició química. L'ametista basàltica n'és una varietat procedent de Saxònia que es caracteritza per la seva coloració violàcia; la fusta apatitzada és fusta fossilitzada on el reemplaçament mineral ha estat realitzat per fosfats, principalment apatita; la pedra asparagas és una varietat de color verd groguenc procedent de Marcia (Espanya); l'apatita rica en carbonat és un terme general que engloba totes les apatites que presenten una certa quantitat de carbonat. La cerapatita és una varietat anomenada així pel seu contingut en ceri. Presenta un 3,18% de terres rares i un 1,33% de Ce₂O₃; va ser descrita originàriament a la Península de Kola, a Rússia. La col·lofana és una varietat rica en carbonat anomenada l'any 1970 per Karl Ludwig Fridolin von Sandberger a partir de les arrels gregues κολλα ('cola') i φαινεσθαι ('aparèixer'), per l'aparença del mineral. El terme col·lofana s'utilitza per a descriure'n les varietats riques en carbonat massives, ciptocristal·lines i col·loidals (amorfes), sobretot de la fluorapatita i la hidroxilapatita, així com aquelles que constitueixen la majoria de roques fosfatades i ossos fòssils. L'eupircroïta és una varietat fibrosa d'apatita; la latzurapatita és una varietat de color blau cel prrocedent de Sibèria; la moroxita, anomenada així per les morochthas de Plini (unes gemmes verdes) és una varietat verda o blava d'apatita procedent d'Arendal, Noruega; l'osteòlit n'és una varietat massiva, terrosa i impura; la fosforita n'és una varietat impura, fibrosa i que forma concrecions; la pseudoapatita és el nom que reben les apatites que pseudomorfitzen piromorfita; la talkapatita és una varietat d'apatita magnesiana; el tril·lium n'és una varietat gemma de color verd o groc procedent d'Ontario, Canadà. La itriomapatita n'és una varietat que presenta fins a un 3,36% d'Y₂O₃, procedent de Kujalleq, Groenlàndia; va ser descoberta per G. Flink l'any 1889.